# Bukovec (Żar)
Bukovec (620 m) – szczyt w  górach Żar (słow. Žiar) na Słowacji. Wznosi się po południowo-zachodniej stronie osady Polerieka (obecnie część wsi Abramová). Znajduje się w bocznym, wschodnim grzbiecie szczytu Čierny diel (780 m). Północne stoki Bukovca opadają do dolinki potoku Polerieka, południowe do dolinki Laclavskiego potoku. Wschodnimi podnóżami biegnie droga nr 519.
Bukovec jest porośnięty lasem. Na jego zachodnim grzbiecie jest kilka zarastających lasem polan. Nie prowadzi przez niego żaden znakowany szlak turystyczny, ale jego zboczami z Poleriek prowadzi ścieżka.